# Rellerbach
Der Rellerbach (ndt. Rellerbeek) ist ein 3,9 km langer Bach in Niedersachsen im Landkreis Stade, der von rechts in die Aue mündet.

## Verlauf
Der Rellerbach entspringt südlich von Harsefeld, fließt nach Norden und nimmt im Ortskern von Harsefeld einen weiteren Bach auf. Zwischen Bergstraße und Kirchenstraße ist der Bach verrohrt. Vom Ortskern aus verläuft er dann durch den Klosterpark nach Nordnordwesten und mündet schließlich an der Gemeindegrenze zu Bargstedt in die Aue.

## Zustand
Zwischen Klosterpark und Herrenstraße wurde der Bach in ein Betonbett gefasst, um durch eine erhöhte Abflussgeschwindigkeit Überschwemmungen bei Starkregenereignissen vorzubeugen.